# Chris Winans
Chris Winans (* 1961) ist ein ehemaliger US-amerikanischer Basketballspieler.

## Werdegang
Winans, ein 2,03 Meter großer Power Forward, empfahl sich mit guten Leistungen an der University of Utah für den Profibereich. Zwischen 1980 und 1984 wurde er in Utah in 97 Spielen eingesetzt. Seine besten statistischen Werte erreichte er in der Saison 1983/84, als ihm Mittelwerte von 14,4 Punkten und 8,4 Rebounds je Begegnung gelangen. Die New Jersey Nets sicherten sich beim Draftverfahren der NBA im Jahr 1984 die Dienste an Winans, ließen ihn in der achten Auswahlrunde an insgesamt 177. Stelle aufrufen. Unter Vertrag genommen wurde Winans von New Jersey aber nicht.
Zur Saison 1985/86 wechselte er zum TV Langen in die deutsche Basketball-Bundesliga, verletzte sich jedoch schon in der Anfangsphase des Spieljahres. In der Sommerpause 1986 wurde Winans vom Zweitligisten TuS 1925 Herten verpflichtet. 1988 stand er bei Fluminense in Brasilien unter Vertrag.